# 卢卡斯·米勒
卢卡斯·米勒（德語：Lukas Müller，1987年5月19日—），德国男子赛艇运动员。他曾代表德国参加2012年夏季奥林匹克运动会赛艇比赛，获得男子八人单桨有舵手金牌。